# Pogonarthria refracta
Pogonarthria refracta là một loài thực vật có hoa trong họ Hòa thảo. Loài này được Launert miêu tả khoa học đầu tiên năm 1966.